# Henri-Christian Giraud
Pour les articles homonymes, voir Henri Giraud et Giraud.
Henri-Christian Giraud, né en 1944, est un journaliste et essayiste français.

## Biographie
Petit-fils du général Henri Giraud, fils d'Henri-Marie Giraud (1910-1970) et frère du vice-amiral Hervé Giraud, il a collaboré entre autres aux périodiques Valeurs actuelles et Spectacle du monde, et a été rédacteur en chef du Figaro Magazine.

## Travaux
Ses ouvrages ont fait l'objet de réceptions très contrastées, voire polémiques. Pour l'historien Claude Levy, s'appuyant sur les travaux de Daniel Cordier les ouvrages d'Henri-Christian Giraud, notamment De Gaulle et les communistes, participeraient, à propos de Jean Moulin, d'un « « révisionnisme » […] de plus en plus affirmé ». En revanche pour Hervé Coutau-Bégarie, défenseur de la thèse du bouclier et de l'épée et auteur d'une biographie controversée sur l'amiral Darlan, l'ouvrage De Gaulle et les communistes est une réussite.

## Publications
- De Gaulle et les communistes, Éditions Albin Michel, 1988 (rééd. 2020, Perrin).
- Jacques Médecin et moi je vous dis… ma vérité, entretiens, Éditions Michel Lafon, 1991.
- Terres de Mafia, Éditions Jean-Claude Lattès, 1993
- Réplique à l'Amiral de Gaulle, Éditions du Rocher, 2004.
- Le Printemps en Octobre : une histoire de la révolution hongroise, Éditions du Rocher, 2006 (rééd. 2016).
- L'Accord secret de Baden-Baden : comment de Gaulle et les Soviétiques ont mis fin à Mai 68, Éditions du Rocher, 2008 (rééd. 2018).
- Chronologie d'une tragédie gaullienne : Algérie, 13 mai 1958-5 juillet 1962, Éditions Michalon, 2012.
- 1914-1918, la Grande guerre du général Giraud, Éd. du Rocher, 2014
- Algérie, le piège gaulliste : Histoire secrète de l'indépendance, Perrin, 2022, 704 p.  (ISBN 978-2-262-10062-9)
- Opération « Vésuve » : L'Histoire très secrète de la libération de la Corse, Éditions du Cerf, 2023, 313 p.

## Prix
- Prix des intellectuels indépendants, 1991.